# Magnus Martin Pontin

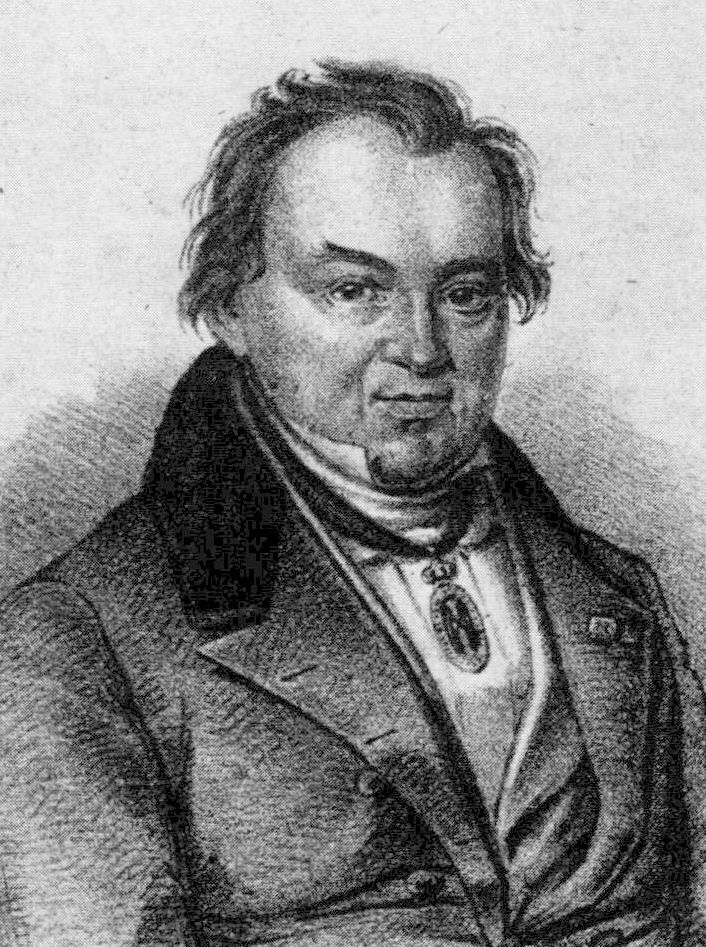
Magnus Martin Pontin

Magnus Martin Pontin (* 20. Januar 1781 in der Församling Askeryd, Jönköpings län; † 30. Januar 1858 in der Församling Jacob, Stockholms län) war ein schwedischer Chemiker und Arzt. Er war der Vater des Schriftstellers Constans Pontin.

## Leben
Pontin ging in Linköping auf das Gymnasium, studierte in Uppsala und war ab 1806 als Arzt in Stockholm tätig und wurde 1809 königlicher Leibarzt. Bekannt ist er durch Experimente zur Elektrochemie mit Jöns Jakob Berzelius, mit dem er seit Studienzeiten in Uppsala befreundet war. Später war er an Reformen des öffentlichen Gesundheitswesens in Schweden beteiligt. 1830 reiste er mit Berzelius nach Deutschland und traf dort mit Wissenschaftlern zusammen. Er befasste sich auch mit Gartenbau und veröffentlichte Gedichte und Übersetzungen.
Nachdem Humphry Davy 1807 Natrium und Kalium mit Hilfe der Elektrolyse isoliert hatte, wollte Berzelius die Experimente wiederholen, wobei er mit Pontin zusammenarbeitete. Ihre Voltaschen Zellen waren allerdings zu schwach, es gelang aber eine Abscheidung von Kalium nach der Nutzung einer Quecksilberkathode (Bildung von Kaliumamalgam). 1808 teilten sie ihren Erfolg Davy mit, der danach auch Strontium und Magnesium isolierte, indem er Quecksilberelektroden verwendete und danach das Quecksilber abdestillierte. Pontin und Berzelius gelang vor Davy die Abscheidung von Ammoniumamalgam, wie auch gleichzeitig Thomas Johann Seebeck.
Pontin wurde 1815 in die Königlich Schwedische Akademie der Wissenschaften sowie 1817 in die Königlich Schwedische Akademie für Forst- und Landwirtschaft aufgenommen. 1817 wurde er von König Karl XIII. geadelt.

## Werke
- Samlade Skrifter. Stockholm, 1850–1857.
- Bemerkungen über Natur, Kunst und Wissenschaft, auf einer Reise über Berlin und den Harz nach Hamburg zu der Versammlung der Naturforscher und Aerzte im Jahre 1830, nebst der Rückreise über Copenhagen, übersetzt von G. Ericson, Johann August Meissner,  Hamburg, 1832, online